# Francisco de Melo e Castro (Timor)
Francisco de Melo e Castro war ein portugiesischer Kolonialverwalter.
Vom 28. Juli 1710 bis zum 11. Juni 1711 war er Gouverneur von Macau. 1718 löste Melo e Castro den Topasse Domingos da Costa als Gouverneur von Solor und Timor ab. 1719 trafen sich die Liurai von etwa einem Dutzend Reichen Timors in Camenaça, um einen Blutpakt zu schließen. Ziel des Bundes war die Vertreibung der Portugiesen und des Christentums insgesamt von der Insel. Der Camenaça-Pakt gilt als Beginn der Cailaco-Rebellion (1719 bis 1769). Gouverneur Melo e Castro musste nach Batavia fliehen und Bischof Manuel de Santo António übernahm die Amtsgeschäfte. Melo e Castro erreichte Goa, den Sitz des portugiesischen Vizekönigs, erst 1722. Einige Listen geben deswegen seine Amtszeit bis zu diesem Zeitpunkt an.